# Myllenyxis bernsteinii
Myllenyxis bernsteinii är en stekelart som först beskrevs av Vollenhoven 1879.  Myllenyxis bernsteinii ingår i släktet Myllenyxis och familjen brokparasitsteklar. Inga underarter finns listade i Catalogue of Life.